# Agrivoltaica

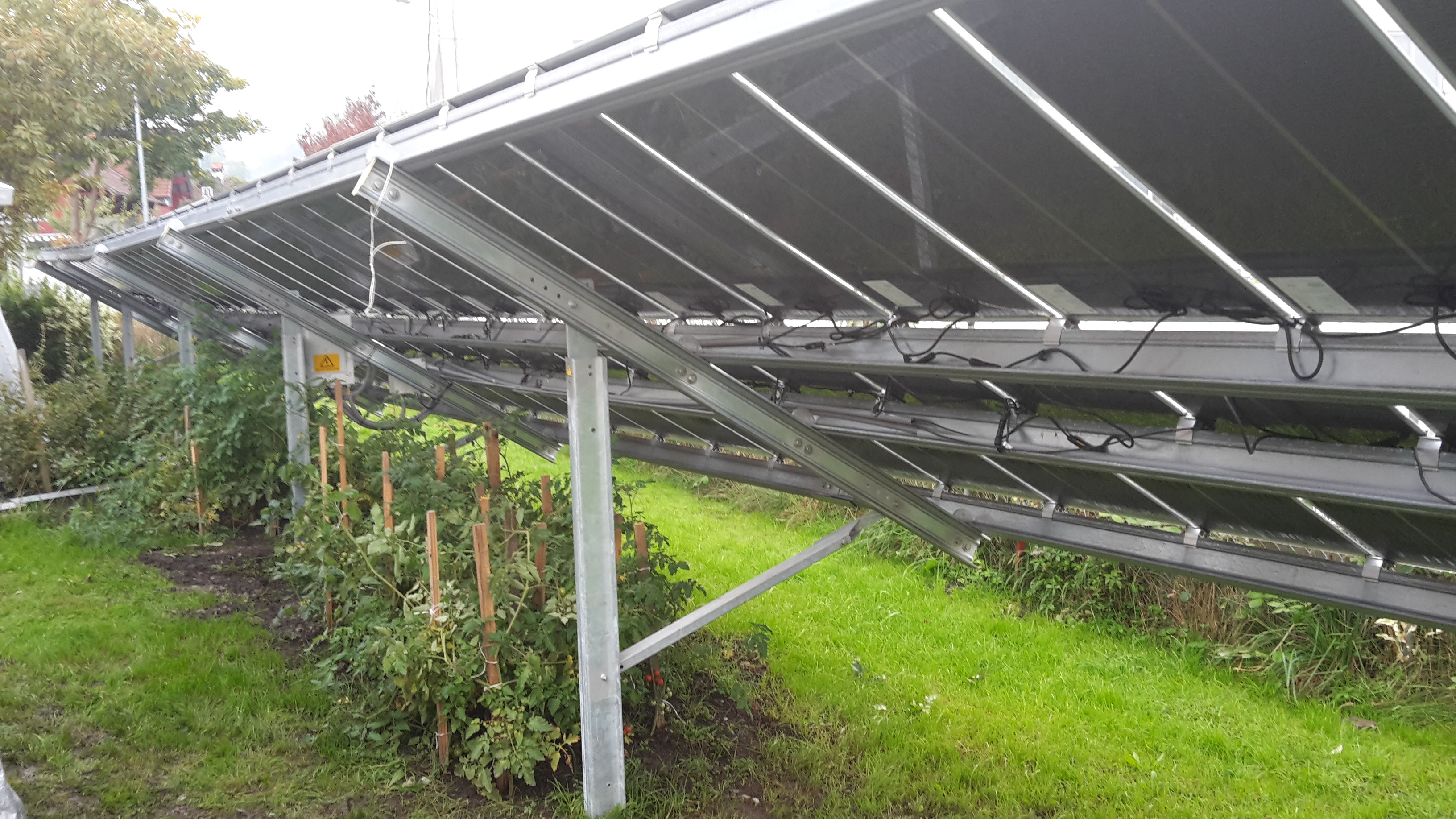
Instal·lació agrovoltaica amb plaques que protegeixen cultius sensibles (aquí tomaquets) a Dornbirn a Àustria

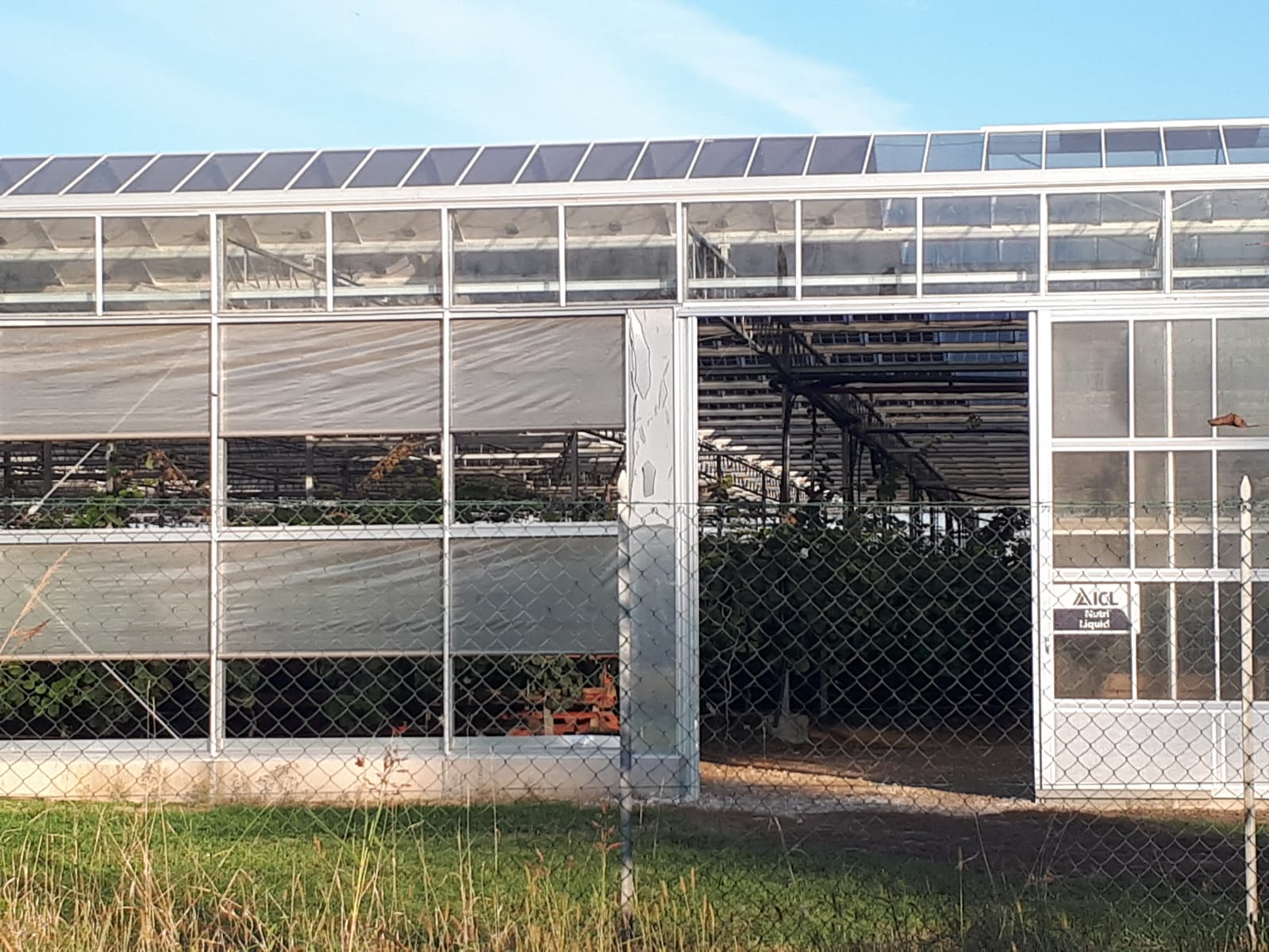
Hivernacle agrivoltaic a Sorgà (Itàlia)

L'agrivoltaica o l'agrivoltaisme és la producció d'energia solar al camp, mentre es manté la producció alimentària o la ramaderia. Hi ha conceptes tècnics als quals les dues activitats conjuntes es poden reforçar recíprocament. Es solen instal·lar plaques solars damunt conreus o pastures a una altura que els faci practicables. Alternativament, es poden integrar en hivernacles o altres edificacions de les explotacions agropecuàries. Les plaques protegeixen els camps contra pedregades, gel, cremades solars o estrès tèrmic, un excés de raigs ultraviolats i l'evaporació ràpid de l'aigua del reg. Pot generar l'energia que fa menester per descontaminar sols contaminats per nitrats a més de l'energia neta que cal per cobrir la demanda de les operacions agrícoles. Procura ingressos addicionals el que, al seu torn, pot enfortir i vitalitzar les economies rurals.
Ja el 1981, els primers experiments van començar a Alemanya, conduïts pels físics Adolf Goetzberger (1928-2023) i Armin Zastrow. En temps quan la urbanització i les infraestructures de transport absorbien cada dia més terres agrícoles, volien trobar solucions per compaginar les dues activitats, sense sacrificar terres de conreu. A les plantes no les cal tot l'espectre de la llum per a la fotosíntesi. És un camp en plena evolució on hi ha molta innovació. Hi intervenen molts factors: el microclima local, la mena de conreu, el tipus de plaques (fixes, mòbils, transparents o semitransparents), la hidrografia… S'ha d'estudiar quanta llum solar fa menester, segons la fase de creixement (floració, maturació, descans hivernal) i l'espècie conreada.
El juliol 2023, la Generalitat de Catalunya ha elaborat un procediment burocràtic per autoritzar, o segons la crítica, frenar, instal·lacions agrivoltaiques.

## Projectes destacats
- L'Institut de Recerca i Tecnologia Agroalimentàries (IRTA) ha començat un verger experimental de pomeres adultes a Mollerussa.[15] Hi comparen l'efecte a dos camps un amb plaques mòbils i l'altre amb fixes amb un tercer camp de control sense plaques.[15] Les primeres observacions són positives, almenys per a la cultura de la poma que pateix per l'augment de la temperatura i l'augment dels fruits amb cop de sol invendibles.[16]
- El 2023, Mallorca ha estrenat Agrisolar des Mercadal, un primer parc agrovoltaic de vint hectàrees que compagina amb la cultura d'espigol. Pot abastar l'equivalent de sis mil habitatges.[17]
- L'empresa mallorquina Carob, especialista en la producció de goma de garrofí, ha creat un viver experimental on vol aprofitar les condicions d’ombra parcial i la protecció contra el vent per les plaques.[18]
- A Llupià, a la Catalunya del Nord, la cooperativa de fructicultura Ille Roussillon ha estrenat una instal·lació agrivoltaica en un verger de perers de 2,7 hectàrees amb «persianes fotovoltaiques» que modulen automàticament la llum solar i l'ombra segons les necessitats dels arbres i l'etapa de creixement. Les temperatures extremes són moderades tant d'estiu com d'hivern, el menester de reg ha minvat de 30%. A més, ofereix una protecció eficaç contra cremades, gelades, calamarsa, etc.[19]
- El projecte Picassent Solar (1,1 hectàrea) a Picassent té una capacitat de 1500 kW i compagina amb la producció de pitaies i alvocats, entrarà en ple rendiment al curs de l'any 2023. El president de l'Associació Valenciana d'Agricultors ha insisitit en la necessitat de fer el tràmits burocràtics més àgils.[20]
- El Consell Superior d'Investigacions Científiques (CSIC) desenvolupa plaques transparents per a reconciliar agricultura i generació d'energia en el projecte Synatra.[21] Segons Mariano Campoy-Quiles, investigador del projecte «Els materials orgànics permeten una tecnologia semitransparent en la qual la planta rep la part de l'espectre solar que necessita per a créixer, però aquesta és només una xicoteta fracció. Una gran part de l'espectre solar s'utilitza per a generar electricitat».[21]
- Un estudi francès a Alvèrnia va concloure que l'herba creix fins a dues vegades més a l'ombra d'una placa solar que en ple sol.[22]

## En les arts
La realitat és diferent del dilema entre agricultura tradicional «amenaçada» per la destrucció de terres de conreu per un «un capitalisme verd sense ànima», com es va descriure en el film reeixit Alcarràs. L'agrivoltaica ben concebuda pot contribuir a millorar el futur de la pagesia.